# الدریعیه
الدریعیه روستایی در عربستان سعودی است که در استان جازان واقع شده‌است.